# 姚国民
姚国民（1913年—2004年），中国人民解放军将领、中国人民解放军开国少将。
曾任中国人民解放军沈阳军区第一文化速成中学校长兼政委。1955年，授予中国人民解放军少将。